# Edward Frankland
Sir Edward Frankland (18 de janeiro de 1825 — 9 de agosto de 1899) foi um químico inglês.
Frankland nasceu em  Churchtown, perto de  Lancaster. Depois de efetuar seus estudos secundários na Lancaster Royal Grammar School, passou seis anos como aprendiz de farmacêutico na sua própria cidade. Em 1845 foi a Londres, ingressando no laboratório British Geological Survey, dirigido por Lyon Playfair. Posteriormente trabalhou sob as ordens de  Robert Bunsen em Marburgo. Em 1847 foi nomeado professor de ciência na escola de  Queenwood,  Hampshire,  onde conheceu John Tyndall, e em 1851 foi professor de química na Owen's College, Manchester. Retornou a Londres seis anos mais tarde, onde assumiu como professor de química no Hospital de São Bartolomeu. Em 1863 foi professor de química no Royal Institution, em Londres. Desde sua juventude se dedicou a investigações científicas originais com muito êxito.